# 华楚卡堡市 (亚利桑那州)
华楚卡堡市（英語：Huachuca City）是美国亚利桑那州科奇斯县下属的一座城市。面积约为2.81平方英里（约合7.3平方公里）。根据2010年美国人口普查，该市有人口1,853人，人口密度为659.2/平方英里。在建制上，该市属于“Town”。